# پاتریک برگلوند
پاتریک برگلوند (انگلیسی: Patrik Berglund؛ زادهٔ ۲ ژوئن ۱۹۸۸) بازیکن هاکی روی یخ اهل سوئد است.